# Johan Strøm
Johan Strøm, né le 21 décembre 1898 à Aalborg (Danemark) et mort le 11 décembre 1958 à Aalborg (Danemark), est un homme politique danois, membre des Sociaux-démocrates, ancien ministre et ancien député au Parlement (le Folketing).